# Emir Buczacki

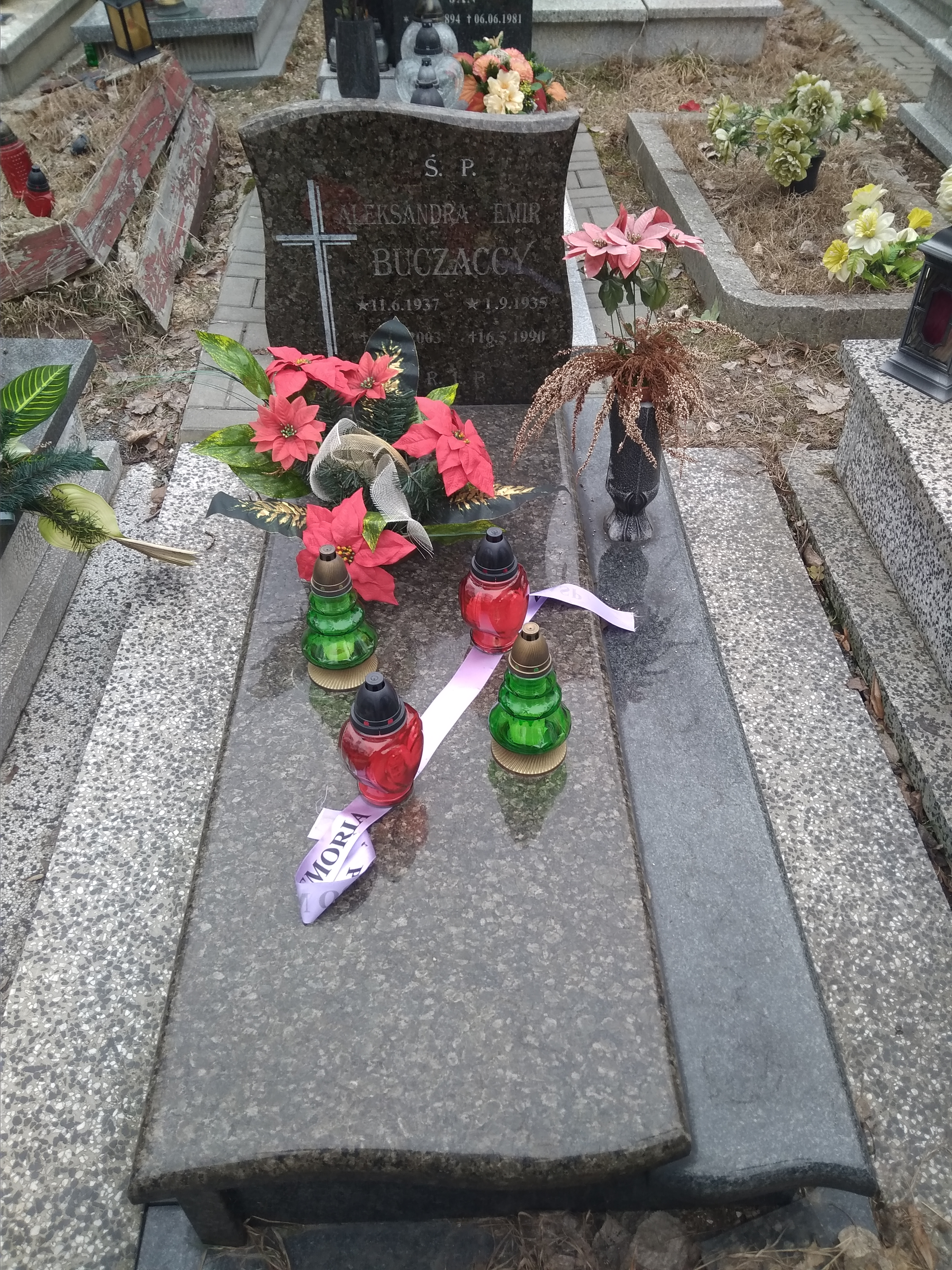
Grób Emira Buczackiego na cmentarzu parafialnym Parafii NMP Wspomożenia Wiernych w Katowicach-Wełnowcu (sektor F, pole III, rząd 6, nr grobu 96)

Emir Jerzy Buczacki (ur. 1 września 1935 w Suwałkach, zm. 16 maja 1990 w Katowicach) – polski aktor.

## Życiorys
Emir Jerzy Buczacki był synem Jana Buczackiego i Wiktorii z domu Iwaszkiewicz. Ojciec pełnił funkcję prokuratora Sądu Okręgowego w Suwałkach a dziadek, Maciej Buczacki, był urzędnikiem skarbowym w Wilnie. Po śmierci ojca, w 1938, przeniósł się z rodziną do Wilna. Po wojnie w ramach przesiedleń wraz z rodzicami wyjechał do Polski, gdzie mieszkali w Toruniu, a następnie do Gdyni. W 1949 Emir Buczacki ukończył szkołę powszechną w Gdyni. W latach 1949–1953 uczęszczał do szkoły rolniczej z internatem w Rożnicy.
W 1952 wstąpił do Zespołu Pieśni i Tańca Ziemi Kieleckiej „Rożnica”. Po zdaniu matury w 1954 zdawał do Państwowej Wyższej Szkoły Aktorskiej w Krakowie (od 1954 Państwowa Wyższa Szkoła Teatralna im. Ludwika Solskiego). Po zakończeniu studiów w 1958 rozpoczął pracę w Teatrze im. Stefana Żeromskiego w Kielcach. W sezonie 1961/1962 grał w Teatrze Powszechnym im. Jana Kochanowskiego w Radomiu, a w następnym sezonie ponownie w Kielcach.
W 1963 przeniósł się do Katowic. Grał w Teatrze Śląskim im. Stanisława Wyspiańskiego w Katowicach (1963–1987), a także w Teatrze Ludowym w Nowej Hucie (1964), Teatrze Sceny Polskiej w Czeskim Cieszynie (1967/1968), Teatrze Zagłębia w Sosnowcu (1980–1982) oraz Teatrze Nowym w Zabrzu (1987–1989).
Był żonaty z Aleksandrą Bielewicz, historykiem sztuki. Miał córkę, Dorotę (ur. 1959).

## Odznaczenia
- 1979: Złoty Krzyż Zasługi[1][2]
- 1982: Odznaka honorowa „Zasłużony dla Kultury Polskiej”[1][2]

## Filmografia
- Trzy Kobiety (1956)
- Ewa chce spać (1957) jako kieszonkowiec „Ślepy Tolo” (niewymieniony w czołówce)
- Zagubione uczucia (1957) jako pijaczek w tramwaju (niewymieniony w czołówce)
- Ubranie prawie nowe  (1964)
- Faraon (1966) jako Tutmozis
- Słońce wschodzi raz na dzień (1967) jako karczmarz
- Pierścień księżnej Anny (1970) jako komtur krzyżacki
- Perła w koronie (1971) jako Malitsch
- Sanatorium pod Klepsydrą (1973) jako Juarez, postać w panoptikum
- Koniec wakacji (1974) jako lekarz pogotowia
- Noce i dnie (1975) jako Lucjan Kociełło, mąż Teresy
- Zielone lata (1979) jako żandarm zabijający ojca Abramka
- Nic nie stoi na przeszkodzie (1980) jako lekarz
- Misja (1980) jako kurier Pedro (gościnnie)
- Polonia Restituta (1980) jako Arystydes Briand, premier Francji
- Do góry nogami  (1982)
- Blisko, coraz bliżej (1982–1986) jako niemiecki dyrektor szpitala (gościnnie)
- Katastrofa w Gibraltarze (1983) jako Ambasador Polski w USA
- Przeklęte oko proroka (1984) jako Ormianin
- Sprawa się rypła (1984) jako dygnitarz z województwa
- Oko proroka, czyli Hanusz Bystry i jego przygody (1985) jako Ormianin (gościnnie)
- Rodzina Kanderów (1988) jako prezes klubu sportowego (gościnnie)

Źródło: Filmpolski.pl.